# Condado de Nelson (Dakota do Norte)
O Condado de Nelson é um dos 53 condados do Estado americano da Dakota do Norte. A sede do condado é Lakota, e sua maior cidade é Lakota. O condado possui uma área de 2 613 km² (dos quais 70 km² estão cobertos por água), uma população de 3 715 habitantes, e uma densidade populacional de 1,5 hab/km² (segundo o censo nacional de 2000).